# نيجي أكاني
نيجي أكاني (بالإنجليزية: Niji Akanni)‏، هُو مُخرج ومُنتج سينمائي وكاتب سيناريو نيجيري.

## وصلات خارجية
- نيجي أكاني على موقع IMDb (الإنجليزية)